# Isodon flavidus
Isodon flavidus là một loài thực vật có hoa trong họ Hoa môi. Loài này được (Hand.-Mazz.) H.Hara mô tả khoa học đầu tiên năm 1985.